# Conentració de corrent

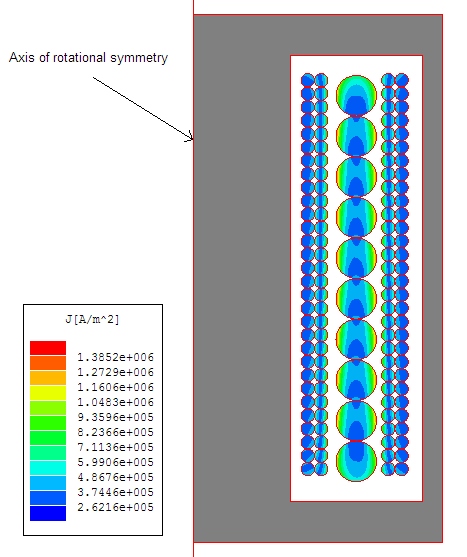
Concentració de corrient en un transformador degut a l'efecte proximitat.

La concentració de corrent (també efecte d'aglomeració actual, o CCE) és una distribució no uniforme de la densitat de corrent a través d'un conductor o semiconductor, especialment a les proximitats dels contactes elèctrics i sobre les unions PN.

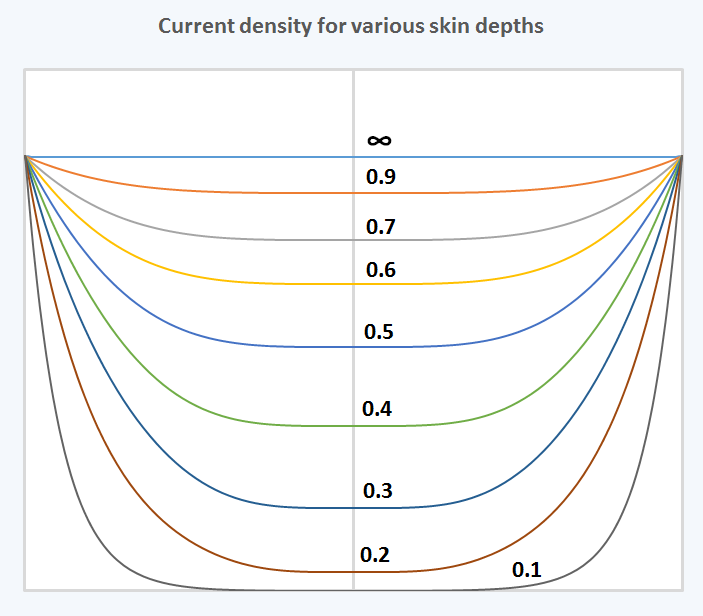
Densitat de corrent en cable rodó per a diferents profunditats de pell. Els números que es mostren a cada corba són la relació entre la profunditat de la pell i el radi del cable. La corba que es mostra amb el signe d'infinit és el cas de freqüència zero (DC). Totes les corbes es normalitzen de manera que la densitat de corrent a la superfície sigui la mateixa. L'eix horitzontal és la posició dins del cable i els extrems esquerre i dret són la superfície del cable. L'eix vertical és la densitat de corrent relativa.

L'amuntegament actual és un dels factors que limita l'eficiència dels díodes emissors de llum. Els materials amb baixa mobilitat de portadors de càrrega (per exemple, fosfur d'alumini i gal·li (AlGaInP)) són especialment propensos als fenòmens de concentració de corrent. És el mecanisme de pèrdua dominant en alguns LED, on les densitats de corrent, especialment al voltant dels contactes del costat P, arriben a una àrea de les característiques d'emissió amb menor brillantor/eficiència de corrent.
L'amuntegament actual pot provocar un sobreescalfament localitzat i la formació de punts calents tèrmics, en casos catastròfics que condueixen a l'embalament tèrmic. La distribució no homogènia del corrent també agreuja els efectes d'electromigració i la formació de buits (vegeu, per exemple, l'efecte Kirkendall). La formació de buits provoca una no homogeneïtat localitzada de la densitat de corrent, i l'augment de la resistència al voltant del buit provoca un augment de temperatura més localitzat, que al seu torn accelera la formació del buit. Per contra, la reducció localitzada de la densitat de corrent pot conduir a la deposició dels àtoms migrats, la qual cosa condueix a una major reducció de la densitat de corrent, una major deposició de material i la formació de turons, que poden provocar curtcircuits.
En els grans transistors d'unió bipolar, la resistència de la capa base influeix en la distribució de la densitat de corrent a través de la regió base, especialment al costat de l'emissor.